# 辛彦之
辛彦之（6世紀—591年），陇西郡狄道县（今甘肃省定西市临洮县）人，西魏、北周、隋朝时期官员。

## 生平
辛彦之的祖父辛世叙是北魏凉州刺史，父亲辛灵辅是北周渭州刺史。辛彦之虚岁九岁时父亲去世，他不结交志趣不同的人，广泛涉猎经书和史书，和天水郡牛弘志向相同热爱学习。辛彦之后来西入关中，在京兆郡安家。宇文泰见到辛彦之后很器重他，引荐他担任中外府礼曹，赐给衣服马匹珠宝玉器。当时西魏刚刚建立，各种制度才开始制定，朝廷中的权贵大多是武将出身，修订礼仪制度的只有辛彦之而已。辛彦之很快担任中书侍郎，等到周孝闵帝宇文觉接受禅让，辛彦之与少宗伯卢辩专门掌管礼仪法度。周明帝、周武帝时期，辛彦之历任典祀、太祝、乐部、御正四曹大夫，加开府仪同三司，接受使命迎接突厥阿史那皇后归来，朝廷赐给辛彦之二百匹马，赐予龙门县公的爵位，食邑一千户。辛彦之的爵位很快晋升为五原郡公，增加食邑一千户。周宣帝宇文赟即位，辛彦之担任少宗伯。当时周宣帝将要册立五个皇后，向辛彦之询问此事，辛彦之回答说：“皇后与天子身份对等同样尊贵，不应有五个皇后。”太学博士西城何妥说：“昔日帝喾有四个妃子，虞舜有两个妃子。之前朝代的后妃数量，哪里有固定的呢？”周宣帝非常高兴，将辛彦之免官。
隋文帝杨坚接受禅让后，辛彦之担任太常少卿，改封任城郡公，进位上开府，很快转任国子祭酒。一年多以后，辛彦之担任礼部尚书，与祕书监牛弘撰写新的礼仪。吴兴郡被人称为大学者，隋文帝曾经命令尝令辛彦之与沈重谈论学问。沈重不能抗衡，于是离开座位道歉说：“辛君的辩论是所谓的金城汤池一样坚固，没有可以进攻的形势。”隋文帝非常高兴。辛彦之后来担任随州刺史，当时州刺史大多向朝廷进贡珍贵的玩物，只有辛彦之向朝廷进贡祭祀用的物品。隋文帝称赞他，对朝中大臣说：“人怎能不学习！辛彦之进贡的东西，就是考察古事的功劳。”辛彦之后来又转任潞州刺史，前后都施行仁政。辛彦之又崇信佛道，在城内建立了两座佛塔，都是十五层。开皇十一年（591年），州人张元突然死去，过了几天又苏醒过来，说是在天上游玩，见到新建造的一座庙堂，形制极其高大华丽。张元问其中缘故，有人告诉他是潞州刺史辛彦之有功劳恩德，建造这座庙堂等待他。辛彦之听说后不高兴，当年在任内去世，谥号宣。辛彦之所撰写的一部《坟典》，一部《六官》，一部《祝文》，一部《礼要》，一部《新礼》，一部《五经异义》都流行于当世，儿子辛孝舒、辛仲龛都是早年就有美好的名声，辛仲龛官至猗氏令。

## 延伸阅读
[在维基数据编辑]
 《隋書·卷75》，出自魏徵《隋书》